# Amblyopone chilensis
Amblyopone chilensis é uma espécie de formiga do gênero Amblyopone.